# Hylocereus escuintlensis
A Hylocereus escuintlensis egy kevéssé ismert epifita kaktusz, melyet nem termesztenek, és kultúrában nem található meg.

## Elterjedése és élőhelye
Guatemala, Escuintla megye. 150–200 m tszf. magasságban.

## Jellemzői
Elfekvő vagy lecsüngő hajtású növény, szárai 5 m hosszúra is megnőhetnek, három bordásak, a bordák erősen konkávak, a hajtások sötétzöldek., 100–300 mm-nél hosszabbak is lehetnek, 30–40 mm átmérőjűek, az élük barna. Areolái 20–40 mm távolságban fejlődnek, 1–2 mm hosszú krémbarna szőröket hordoznak, tövisei száma 1-2, hegyesek, a tövük vaskos, 1-1,5 mm hosszúak, barnák. Virágai 280–310 mm hosszúak, krémes árnyalatúak, illatosak. A pericarpium szőröket hordoz, a külső szirmok zöldesek, vörös szegéllyel, a belsők krémfehérek. A tölcsér 180 mm hosszú, pikkelyei visszahajlanak. A porzók sárgák, a bibe hasonlóképp. Termése 90 mm hosszú, 65 mm átmérőjű, pikkelyezett, rózsaszín pulpájú bogyó. Magjai 2,1×1,4×1 mm nagyságúak, feketék.

## Rokonsági viszonyai
A Hylocereus subgenus tagja.